# Diocesi di Stavanger (luterana)
La diocesi di Stavanger  è una diocesi appartenente alla Chiesa di Norvegia.
La diocesi comprende la contea di Rogaland nella Norvegia occidentale; la cattedrale si trova nella città di Stavanger. È retta dal 2009 dal vescovo Erling Johan Pettersen.

## Storia

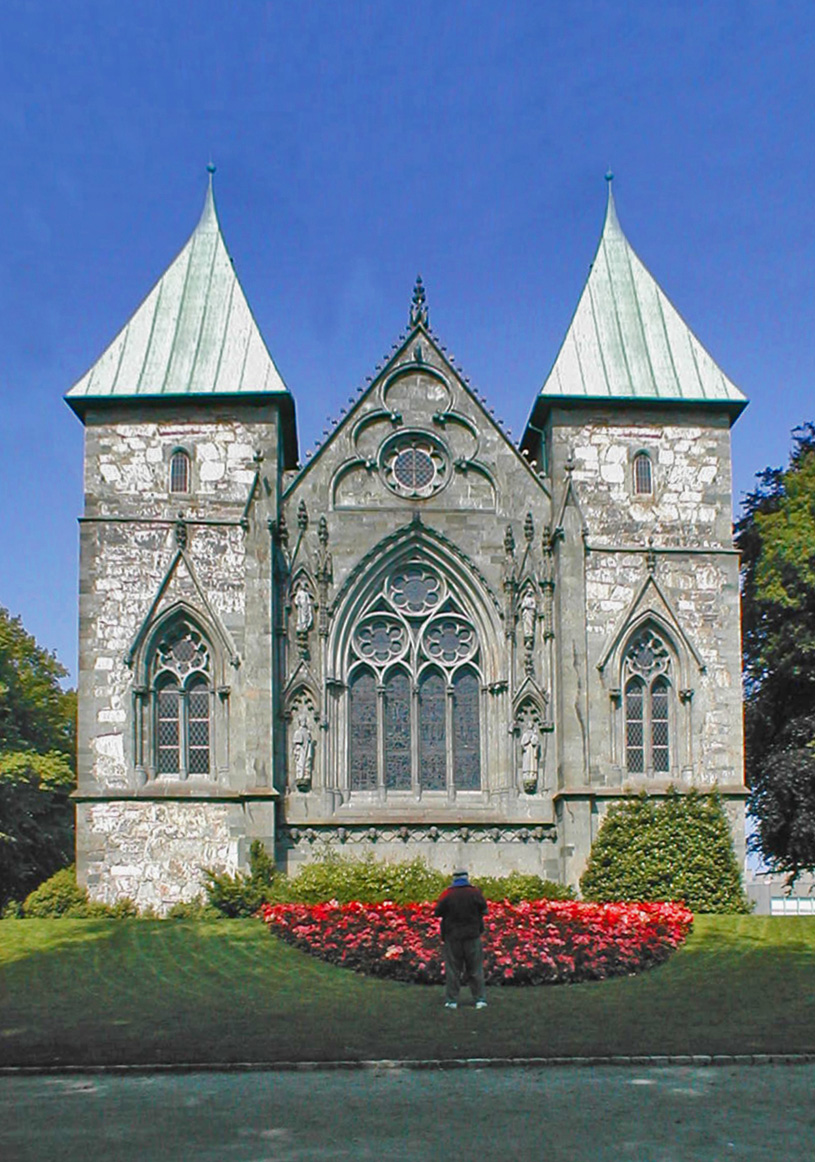
Cattedrale di Stavanger

Mappa delle diocesi della Chiesa di Norvegia

La diocesi cattolica di Stavanger fu istituita nel XII secolo (o nel 1112 o nel 1125) quando fu separata dalla antica diocesi di Bergen. All'inizio la diocesi comprendeva le (moderne) contee di Rogaland e Agder, come pure le regioni di Valdres (nella contea di Innlandet), Hallingdal (nella contea di Buskerud) e le parrocchie di Eidfjord and Røldal (nella contea di Vestland). Dopo la riforma protestante, la diocesi di Stavanger aderì alla nuova Chiesa di Norvegia. Nel 1682 la sede episcopale fu spostata a Kristiansand ma poi il territorio di questa diocesi fu diviso nel 1925 portando alla rinascita di un'autonoma diocesi a Stavanger.

## Cronotassi dei vescovi

### Dalla riforma protestante  al 1682
- Jon Guttormsen, 1541–1557
- Jens Gregersen Riber, 1558–1571
- Jørgen Eriksen, 1571–1604
- Laurits Clausen Scabo, 1605–1626
- Tomas Cortsen Wegner, 1627–1654
- Markus Christensen Humble, 1655–1661
- Christen Madsen Tausan, 1661–1680

### Dal 1925 ad oggi
- Jacob Christian Petersen, 1925–1940
- Gabriel Skagestad, 1940–1949
- Karl Martinussen, 1949–1960
- Fritjov Søiland Birkeli, 1960–1968
- Olav Hagesæther, 1968–1976
- Sigurd Lunde, 1977–1986
- Bjørn Bue, 1986–1997
- Ernst Oddvar Baasland, 1998–2009
- Erling Johan Pettersen, 2009–present